# Doughboys
Doughboys est un groupe de punk rock canadien, originaire de Montréal, au Québec, créé en 1987. Le groupe se sépare en 1997.

## Biographie

### Débuts
Le groupe est formé à Montréal par John Kastner en 1987, après son départ du groupe Asexuals. La même année, le groupe lance un premier album intitulé Whatever chez Pipeline Records. En 1988, Home Again, leur deuxième album, paraît chez Restless Records. En 1996 et en 2000, le magazine Chart classe Whatever comme le vingt-huitième meilleur album canadien de tous les temps,.
Pendant son existence, le groupe fait face à plusieurs changements de formation. Le guitariste d'origine, Scott McCullough, formera Rusty, permettant à Kastner de recruter Jonathan Cummins du groupe punk Circus Lupus après le déménagement de Cummins à Montréal depuis Toronto. Jon Asencio (aka John Bondhead) joue de la basse et Brock Pytel devient le batteur du groupe. Le groupe commence à travailler avec le producteur et agent artistique Dan McConomy qui, lui, travaillait sur un film pour le producteur Robin Spry qui avait besoin d'une chanson. McConomy demandera au groupe de réenregistrer les parties de guitare solos avec Jonathan Cummins. Même si le label Restless Records met la clé sous la porte, un contrat est signé permettant à Electric Distribution au Canada et Malaco Records aux États-Unis de publier l'album. Le groupe fait la première partie des Red Hot Chili Peppers pendant leur tournée canadienne.
Leur deuxième album, Home Again, est publié en 1988 chez Restless Records. Pytel quitte le groupe en 1990 et part en Inde pour y prendre des cours de méditation. Il est remplacé par Paul Newman sur le troisième album du groupe, Happy Accidents. Après la sortie de l'album, et la tournée qui s'ensuit, Asencio part et est remplacé par le bassiste John Deslaurier, qui participera à l'EP cinq titres When Up Turns to Down, qui comprend une reprise de la chanson Private Idaho des B-52s. L'EP est publié avec le consentement du groupe par Enigma/Restless.

### Succès
Deslaurier quitte le groupe en 1992, et est remplacé par Peter Arsenault (ex-Jellyfishbabies). Le groupe signe au label A&M Records et fait usage de ses 10 000 $ avancé par le label pour racheter leur contrat avec Enigma. Ils recrutent ensuite Daniel Rey et Dave Ogilvie pour produire leur premier album chez une major, Crush, qui est publié en août 1993. Shine en est le premier single, qui atteint le Top 40. Neighbourhood Villain et Fix Me sont également notables. Crush est certifié disque d'or au Canada en 1996. Shine est voté 26e « meilleur single canadien de tous les temps » en 2000 par le magazine Chart, et utilisé par Much Music comme thème d'ouverture d'un show appelé The Wedge.
Leur nouvel et dernier album en date, Turn Me On, est publié en 1996. Il est coproduit par Ted Niceley et Daniel Rey, et comprend les singles I Never Liked You et Everything and After. Cummins quitte le groupe et est remplacé pour le restant des tournées par Darren Brown (Wiz), ex-chanteur et guitariste de Mega City Four. Wiz co-écrira deux chansons, Turn Me On et Crush. En 2003, ils sortent leur première démo, La Majeure.

### Après séparation
Kastner forme All Systems Go! avec Marc Arnold et Frank Daly de Big Drill Car. Il épouse Nicole de Boer, et vit à Silverlake, en Californie. Ils ont une fille, Summer Lee. Son premier album solo, intitulé Have You Seen Lucky, est publié en juin 2006. Il compose pour un nombre de films et séries télévisées comme Phil the Alien, Universal Soldier et B.R.A.T.S of the Lost Nebula. En 2000, Kastner et Jon Bond Head participent à l'album solo de Brock Pytel, Second Choice. En 2008, Kastner tourne avec Bran Van 3000 et enregistre un album avec eux.
Cummins forme le groupe Bionic. Il produit aussi plusieurs albums, et passe six mois à jouer avec Besnard Lakes. Il écrit la colonne musicale de The Montreal Mirror.
Wiz, lui, forme Serpico et Ipanema, mais meurt à Londres, en Angleterre, le 6 décembre 2006.
Paul Newman travaille comme road manager et rejoint ensuite Forgotten Rebels. Il joue après pour le Blue Mercury Coupe de Big Rude Jake.
Brock Pytel joue de la guitare et chante pour les SLIP~ons.

### Réunions
Doughboys se réunit brièvement en 2011 en soutien aux Foo Fighters pendant leur tournée canadienne. À ce moment, aucun nouvel enregistrement n'est annoncé par le groupe. Le groupe se réunit une nouvelle fois brièvement pour le Festival Païen de Montréal en 2010 et 2014.

## Discographie

### Albums studio
- 1987 : Whatever (MTL Records)
- 1989 : Home Again (Restless Records)
- 1990 : Happy Accidents! (Restless Records)
- 1993 : Crush (A&M Records)
- 1996 : Turn me On (A&M Records)

### Singles
- 1988 : Your Related/Stranger from Within/Forecast 7" (indépendant) (promo, 500 copies)
- 1991 : Home Again Live 7" (Black Box Records)
- 1993 : Disposable (A&M Records)
- 1993 : Shine (A&M Records)
- 2003 : La Majeure 1987 (Boss Tuneage Records)

### EP
- 1991 : When up Turns to Down (EP) (Restless Records/Emergo)
- 1993 : Blanche EP (A&M Records)
- 1993 : Shine (A&M Records)